# Армянская энциклопедия
Издательство «Армянская энциклопедия» (арм. «Հայկական հանրագիտարան» հրատարակչություն), ранее — Главная редакция Армянской энциклопедии (арм. Հայկական հանրագիտարանի գլխավոր խմբագրություն) — издательство в Ереване, основанное в 1967 году и занимающееся выпуском энциклопедий на армянском языке.

## История
Основано в 1967 году распоряжением Совета министров Армянской ССР под названием Главная редакция Армянской энциклопедии. Редакция действовала при президенте Академии наук Армянской ССР Викторе Амбарцумяне и занималась выпуском Армянской советской энциклопедии. В 1988 году редакция была удостоена Государственной премии Армянской ССР.
Позднее была переименована в Главную редакцию Армянской энциклопедии и справочной энциклопедической литературы (арм. Հայկական հանրագիտարանի և տեղեկատու հանրագիտական գրականության գլխավոր խմբագրություն) и переведена в подчинение Государственного комитета Совета министров Армянской ССР по делам издательств, полиграфии и книжной торговли.
С 2002 года называется издательством «Армянская энциклопедия». С 2003 года является государственной некоммерческой организацией. В 2004, 2005 или 2006 году вошло в состав Отделения арменоведения и общественных наук Национальной академии наук Республики Армения, в результате чего переехало по адресу ул. Григора Лусаворича, д. 15.
В 2011 году издательство разрешило свободное распространение Армянской советской энциклопедии, Армянской краткой энциклопедии и ещё семи опубликованных в нём энциклопедий под лицензией «Creative Commons BY-SA 3.0».
В советские времена в издательстве работало до 160 человек, более половины — редакторы; по состоянию на 2022 год в издательстве работало около 25 человек, меньше 10 — редакторы.

## Выпущенные издания
Значок  означает, что издание опубликовано под лицензией «Creative Commons BY-SA 3.0».
Основные издания:
- Армянская советская энциклопедия (в 12+1 томах, 1974—1987)
- Армянская краткая энциклопедия (в 4 томах, 1990—2003)

Серия «Домашняя энциклопедия»:
- Энциклопедия домашнего хозяйства[арм.] (1997)
- Популярная медицинская энциклопедия[арм.] (2001)
- [8] Энциклопедия природы Армении[арм.] (2002)

Отраслевые энциклопедии:
- [9] «Армянский вопрос[арм.]» (1996) и  её русскоязычная версия (1990)
- «Христианская Армения[арм.]» (2002)
- «Энциклопедия армянской диаспоры[вд]» (2003)
- «Карабахская освободительная война: 1988—1994 гг.[арм.]» (2005)
- «Кто есть кто: армяне[вд]», (в 2-х томах, 2005—2007)
- «Армения[арм.]» (2012)
- «Армянское книгопечатание и книжное искусство[вд]» (2015)
- «Сельскохозяйственная энциклопедия[вд]» (2015)
- «Энциклопедия армянской музыки[арм.]» (2019)

Школьные энциклопедии:
- «Что такое, кто такой» (в 4 томах, 1984—1987)
- «Воскепорик» (в 3 томах, 1990—1999)
- Большая школьная энциклопедия (в 2 книгах, 4 томах, 2007—2010)

Другое:
- Энциклопедический словарь (в 2 томах 2016—2018)
- «Ованес Туманян[арм.]» (2020)

## Главные редакторы
- Виктор Амбарцумян (1967—1974)
- Абель Симонян[арм.] (1974—1979)
- Макич Арзуманян (1979—1988)
- Константин Худавердян[арм.] (1988—1999)
- Оганес Айвазян (1999—н. в.)